# بخش مرکزی شهرستان اندیکا
بخش مرکزی شهرستان اندیکا یکی از بخش‌های تابعه شهرستان اندیکا در استان خوزستان در جنوب غربی ایران است.
پیشتر تا سال ۱۳۸۶ بخش اندیکا یکی از بخش‌های تابعه شهرستان مسجد سلیمان در استان خوزستان در جنوب غربی ایران بود. و جمعیت آن در آن زمان بنابر سرشماری مرکز آمار ایران، در سال ۱۳۸۵ برابر با ۷۹۷۲۸ نفر بوده‌است. با ارتقای بخش اندیکا به شهرستان قسمتی از آن بخش مرکزی نامیده شد.

## تقسیمات کشوری
- بخش مرکزی شهرستان اندیکا
  - دهستان شلال و دشتگل
  - دهستان قلعه خواجه

شهرها : قلعه خواجه